# Piotr (Moskalow)
Piotr, imię świeckie Pawło Ołeksandrowycz Moskalow (ur. 1 lipca 1979 w Szebiekinie) – biskup Ukraińskiego Kościoła Prawosławnego Patriarchatu Kijowskiego, następnie Kościoła Prawosławnego Ukrainy.

## Życiorys
Urodził się na terenie obecnej Rosji (wówczas RFSRR). Święcenia diakonatu przyjął 14 stycznia 1997, a prezbiteratu – 31 maja 2000. 3 lutego 2001 został mianowany proboszczem soboru Świętej Trójcy w Obojaniu.
Chirotonię biskupią otrzymał 6 kwietnia 2003. W latach 2003–2009 sprawował urząd biskupa ługańskiego i starobielskiego, a następnie był wikariuszem eparchii biełgorodzkiej, z tytułem biskupa wałujskiego.
W 2018 r. w związku z samolikwidacją Patriarchatu Kijowskiego i jego wejściem do nowo utworzonego Kościoła Prawosławnego Ukrainy kontynuował działalność duszpasterską w ramach nowej struktury (jego święcenia biskupie zostały uznane przez Patriarchat Konstantynopolitański). Został pozbawiony katedry rok później, gdy poparł dotychczasowego patriarchę kijowskiego Filareta w jego staraniach na rzecz odtworzenia Patriarchatu Kijowskiego.